# Roksana Bahramitash
Roksana Bahramitash (nacida en 1956) es una socióloga, autora y profesora canadiense nacido en Irán. Su trabajo se centra en las mujeres, el empleo y la economía informal en Oriente Medio y el Norte de África (MENA), así como en la segregación de género en el Islam y la microeconomía. Estuvo trabajando para mejorar la alfabetización de las mujeres campesinas y el acceso a los recursos de desarrollo económico en el Irán posrevolucionario.

## Biografía

### Primeros años
Obtuvo el segundo lugar en los exámenes de ingreso a la Universidad iraní a nivel nacional y asistió a universidades en Irán, donde obtuvo su licenciatura y maestría en Sociología. Llegó a Canadá en 1991 para completar su doctorado en Sociología en la Universidad McGill en Montreal.
Finalmente se estableció en dicha ciudad como ciudadana, donde realizó trabajos postdoctorales en el Instituto Simone de Beauvoir, la Universidad Concordia y la Universidad Simon Fraser.

### Carrera
Ha ocupado puestos docentes e investigadores en las universidades McGill y Concordia, y en la Universidad de Montreal. Es productora de un documental titulado Beyond the Bourqa, un documental realizado sobre los cambios de vida de las mujeres durante la guerra en Afganistán.
Es la ganadora del premio Aileen D. Ross (2003-2004) por su enfoque en las mujeres y la pobreza en el Medio Oriente. Su investigación postdoctoral fue seleccionada por el Consejo de Investigación en Ciencias Sociales y Humanidades (SSHRC) como uno de los tres proyectos de investigación más distinguidos de Canadá. En 2006 ganó una beca de investigación de tres años del SSHRC para un proyecto sobre Globalización, Islam y Mujeres. Ha trabajado como investigadora y/o consultora con la Agencia Canadiense de Desarrollo Internacional (CIDA), el Centro Internacional de Investigaciones para el Desarrollo y el Programa de las Naciones Unidas para el Desarrollo.
Su primer libro fue Liberation from Liberalization: Gender and Globalization in Southeast Asia. Este libro ha sido traducido al persa y publicado por SAMT como libro de texto universitario. Sus libros recientes se titulan Veiled Employment: Islamism and the Political Economy of Women's Employment in Iran por Syracuse University Press (coeditado con Hadi S. Esfahani) 2011, y Gender in Contemporary Iran: Pushing the Boundaries por Routledge y que fue coeditado con Eric Hooglund, 2011. Recientemente se desempeñó como Directora de Investigación en la Universidad de Montreal.

## Publicaciones
Esta es una lista de publicaciones seleccionadas de Bahramitash.

### Libros
- Bahramitash, Roksana (2005). Liberation from liberalization gender and globalization in Southeast Asia. London New York City: Zed Books. ISBN 9781842774397. Reprinted by Book for Change in 2008. Translated into Persian in print by SAMT (Iranian University Textbook Publishing House).
- Bahramitash, Roksana; Hooglund, eds. (2011). Gender in contemporary Iran pushing the boundaries. New York: Routledge. ISBN 9780415781015.
- Bahramitash, Roksana; Esfahani, Hadi Salehi (2011). Veiled employment: Islamism and the political economy of women's employment in Iran. Syracuse, New York: Syracuse University Press. ISBN 9780815632139.
- Bahramitash, Roksana (2013). Gender and entrepreneurship in Iran: microenterprise and the informal sector. New York City: Palgrave Macmillan. ISBN 9781137342867.
- Bahramitash, Roksana; Esfahani, Hadi Salehi (2016). Political and Socio-Economic Change in the Middle East and North Africa: Gender Perspectives and Survival Strategies. New York City: Palgrave Macmillan. ISBN 9781349569069.

### Capítulos de libros
- Bahramitash, Roksana (2004). «Globalization, Islamization, and women's employment in Indonesia».  En Tétreault; Denemark, eds. Gods, guns, and globalization: religious radicalism and international political economy. Boulder, Colorado: Lynne Rienner Publishers. pp. 219–232. ISBN 9781588262530.

### Artículos periodísticos
- Bahramitash, Roksana (March 2004). «Market fundamentalism versus religious fundamentalism: women's employment in Iran». Critique: Critical Middle Eastern Studies (Taylor and Francis) 13 (1): 33-46. doi:10.1080/1066992042000189706.
- Bahramitash, Roksana (Junio de 2005). «The war on terror, feminist orientalism and orientalist feminism: case studies of two North American bestsellers». Critique: Critical Middle Eastern Studies (Taylor and Francis) 14 (2): 221-235. doi:10.1080/10669920500135512.
- Bahramitash, Roksana; Kazemipour, Shahla (Septiembre de 2006). «Myth and realities of the impact of Islam on women: women's changing marital status in Iran». Critique: Critical Middle Eastern Studies (Taylor and Francis) 15 (2): 111-128. doi:10.1080/10669920600762066.
- Bahramitash, Roksana (Spring 2007). «Iranian women during the reform era (1994-2004): a focus on employment». Journal of Middle East Women's Studies (Duke University Press) 3 (2): 86-109. doi:10.2979/mew.2007.3.2.86.
- Bahramitash, Roksana (Verano de 2007). «Family planning, Islam and women's human rights in Iran». International Studies Journal 4 (1): 33-50. OCLC 775270728.
- Bahramitash, Roksana (March 2008). «Iran: the axis of evil». International Feminist Journal of Politics (Taylor and Francis) 10 (1): 98-101. doi:10.1080/14616740701747741.
- Bahramitash, Roksana (Primavera de 2009). «Gender, development, interdisciplinary research and international relations». International Studies Journal 5 (4): 21-25.
- Bahramitash, Roksana (Junio de 2004). «Myths and realities of the impact of political Islam on women: female employment in Iran and Indonesia». Deborah Eade (editor). Development in Practice (Taylor and Francis) 14 (4): 508-520. doi:10.1080/09614520410001686106.